# Burak Çamoğlu
Burak Can Çamoğlu (Kamen, 1996. október 5. –) német-török labdarúgó, a Hatayspor középpályása.

## Pályafutása
A német Borussia Dortmund akadémiáján nevelkedett, majd a második csapatban mutatkozott be a 2014–15-ös idényben. A 2017–18-as szezont már a Karlsruher SC csapatában folytatta, egészen 2020 nyaráig. 2020 augusztus végén két éves szerződést írt alá a török Hatayspor csapatával.